# N 21 (Ukraine)
Die N 21 (kyrillisch Н 21) ist eine ukrainische Fernstraße „nationaler Bedeutung“. 
Sie führt von 
- Starobilsk über
- Luhansk,
- Krasnyj Lutsch,
- Snischne,
- Tores,
- Schachtarsk,
- Charzysk und
- Makijiwka nach
- Donezk.